# Sono innocente (Vasco Rossi)
Sono innocente è il diciassettesimo album in studio del cantautore italiano Vasco Rossi, pubblicato il 4 novembre 2014 dalla Universal Music Group.
È stato l'album più venduto in Italia nel 2014.

## Descrizione
Il disco presenta alcuni cambiamenti stilistici rispetto al passato, con una prima parte caratterizzata da sonorità più rock e pesanti (con alcuni spunti heavy metal, come la traccia d'apertura Sono innocente ma... o Lo vedi) e una seconda di natura più sperimentale, tra cui influenze elettroniche.
Nell'album sono presenti anche tre nuove incisioni dei singoli L'uomo più semplice, Cambia-menti e Dannate nuvole, originariamente distribuiti tra il 2013 e il 2014, nonché le bonus track L'ape regina (scritto dal figlio Luca) e Marta piange ancora, quest'ultimo scritto da Vasco all'età di quindici anni e scartata dall'album Canzoni per me del 1998.

## Promozione
Sono innocente, presentato il 30 ottobre 2014 e distribuito in tre copertine differenti, è stato anticipato dal singolo Come vorrei, pubblicato il 24 ottobre 2014. Il 13 marzo 2015 è stata la volta di Sono innocente ma..., a cui ha fatto seguito a maggio Guai.
Un ultimo singolo è stato Quante volte, distribuito alle radio a partire dall'11 settembre 2015.

## Tracce
Testi e musiche di Vasco Rossi, eccetto dove indicato.
1. Sono innocente ma... – 3:43 (musica: Roberto Casini, Andrea Righi, Vasco Rossi)
2. Duro incontro – 3:40
3. Come vorrei – 4:16 (musica: Tullio Ferro)
4. Guai – 4:18 (musica: Gaetano Curreri, Saverio Grandi, Vasco Rossi)
5. Lo vedi – 3:42 (musica: Simone Sello, Saverio Principini, Vasco Rossi)
6. Aspettami – 4:24 (Vasco Rossi, Roberto Casini)
7. Dannate nuvole – 4:08
8. Il blues della chitarra sola – 3:05
9. Accidenti come sei bella – 3:59 (musica: Roberto Casini, Vasco Rossi)
10. Quante volte – 4:03 (musica: Gaetano Curreri, Saverio Grandi, Vasco Rossi)
11. Cambia-menti – 3:57 (musica: Vasco Rossi, Saverio Principini, Simone Sello)
12. Rock Star – 3:40 (Guido Elmi, Vince Pastano, Vasco Rossi)

Tracce bonus
1. L'uomo più semplice (Reloaded) – 4:12 (musica: Gaetano Curreri, Andrea Fornili, Vasco Rossi)
2. L'ape regina – 3:27 (Luca Rossi Schmidt, Vasco Rossi)
3. Marta piange ancora – 3:00 (musica: Saverio Principini, Vasco Rossi)

## Formazione
- Vasco Rossi – voce, arrangiamento (traccia 13)
- Guido Elmi – arrangiamento (tracce 1-3, 5-9, 11, 12), tastiera (tracce 1, 2, 5, 6, 8, 11, 12), programmazione (tracce 1, 2, 5, 6, 8, 12), percussioni (tracce 7, 11), cori (traccia 12)
- Glen Sobel – batteria (tracce 1-3, 5, 6, 9, 12)
- Claudio Golinelli – basso (tracce 1, 3-5, 8, 10)
- Vince Pastano – chitarra (tracce 1-3, 5-9, 11-13), tastiera (tracce 1, 2, 5-9, 12), programmazione (tracce 1, 2, 5, 6, 8, 9, 12), cori (tracce 1-3, 5, 6, 8, 9, 12), basso (tracce 2, 6, 7, 9, 11-13), assolo di slide guitar (traccia 8)
- Nicola Venieri – tastiera (tracce 1, 2, 5, 6, 8, 9, 12), programmazione (tracce 1, 2, 5, 6, 8, 9, 11, 12)
- Alberto Rocchetti – assolo di moog (traccia 1)
- Clara Moroni – cori (tracce 1-3, 5, 6, 8, 9, 12, 13)
- Andrea Innesto – cori (tracce 1-3, 5, 6, 8, 9, 12, 13), fiati (traccia 8)
- Frank Nemola – cori (tracce 1-3, 5, 6, 8, 9, 12, 13), fiati (traccia 8)
- Celso Valli – tastiera (traccia 3, 4, 10), arrangiamento (tracce 4, 10), pianoforte (tracce 4, 10)
- Paolo Valli – batteria (tracce 4 e 10), percussioni (traccia 10)
- Mattia Tedesco – chitarra elettrica ed acustica (tracce 4 e 10), percussioni (traccia 10)
- Giorgio Secco – chitarra acustica (traccia 4)
- Giordano Mazzi – programmazione suoni e montaggio (tracce 4, 10)
- Matt Laug – batteria (tracce 7, 8, 13, 14)
- Saverio "Sage" Principini – basso (traccia 7, 14 e 15), tastiera (traccia 7), arrangiamento (tracce 14 e 15), percussioni (tracce 14 e 15), timpani, sintetizzatore e arrangiamento strumenti ad arco (traccia 14), cori e programmazione strumenti ad arco (traccia 15)
- Stef Burns – assolo di chitarra (tracce 7, 8 e 12), chitarra (traccia 8)
- Alex Alessandroni – tastiera (traccia 7), organo Hammond (traccia 11), pianoforte (traccia 14 e 15), organo e wurlitzer (traccia 15)
- Annalisa Giordano – cori (traccia 7 e 15)
- Tommy Ruggero – percussioni (traccia 10)
- Alessandro Cosentino – percussioni (traccia 10)
- Ivano Zanotti – batteria (traccia 11)
- Eric Jorgensen – trombone (traccia 11)
- Speakeasy Gang – cori (traccia 11)
- Simone Sello – chitarra acustica ed elettrica (traccia 14 e 15), cori (traccia 15)
- Davide Rossi – strumenti ad arco e violino elettrico (traccia 14)
- Vinnie Colaiuta – batteria (traccia 15)

Produzione
- Guido Elmi – produzione (eccetto tracce 4, 10, 14 e 15), coordinamento pre-produzione (traccia 14)
- Vasco Rossi – produzione
- Floriano Fini – coordinamento produzione
- Nicola Venieri – registrazione e missaggio (eccetto tracce 4, 10, 14 e 15)
- Maurizio Biancani – mastering (eccetto tracce 14 e 15)
- Celso Valli – produzione (tracce 4 e 10)
- Marco Borsatti – registrazione e missaggio (tracce 4 e 10)
- Saverio "Sage" Principini – produzione, registrazione e missaggio (tracce 14 e 15), registrazione aggiuntiva (eccetto tracce 4 e 10)
- Marco Sonzini – registrazione e missaggio (tracce 14 e 15)
- Gavin Lurssen – mastering (tracce 14 e 15)

## Classifiche

### Classifiche settimanali
| Classifica (2014) | Posizione massima |
| ----------------- | ----------------- |
| Belgio (Vallonia) | 120               |
| Italia            | 1                 |
| Svizzera          | 4                 |

### Classifiche di fine anno
| Classifica (2014) | Posizione |
| ----------------- | --------- |
| Italia            | 1         |
| Classifica (2015) | Posizione |
| Italia            | 15        |
| Classifica (2016) | Posizione |
| Italia            | 66        |